# Astragalus mucidus
Astragalus mucidus är en ärtväxtart som beskrevs av Aleksandr Andrejevitj Bunge. Astragalus mucidus ingår i släktet vedlar, och familjen ärtväxter. Inga underarter finns listade i Catalogue of Life.